# 人間の本性

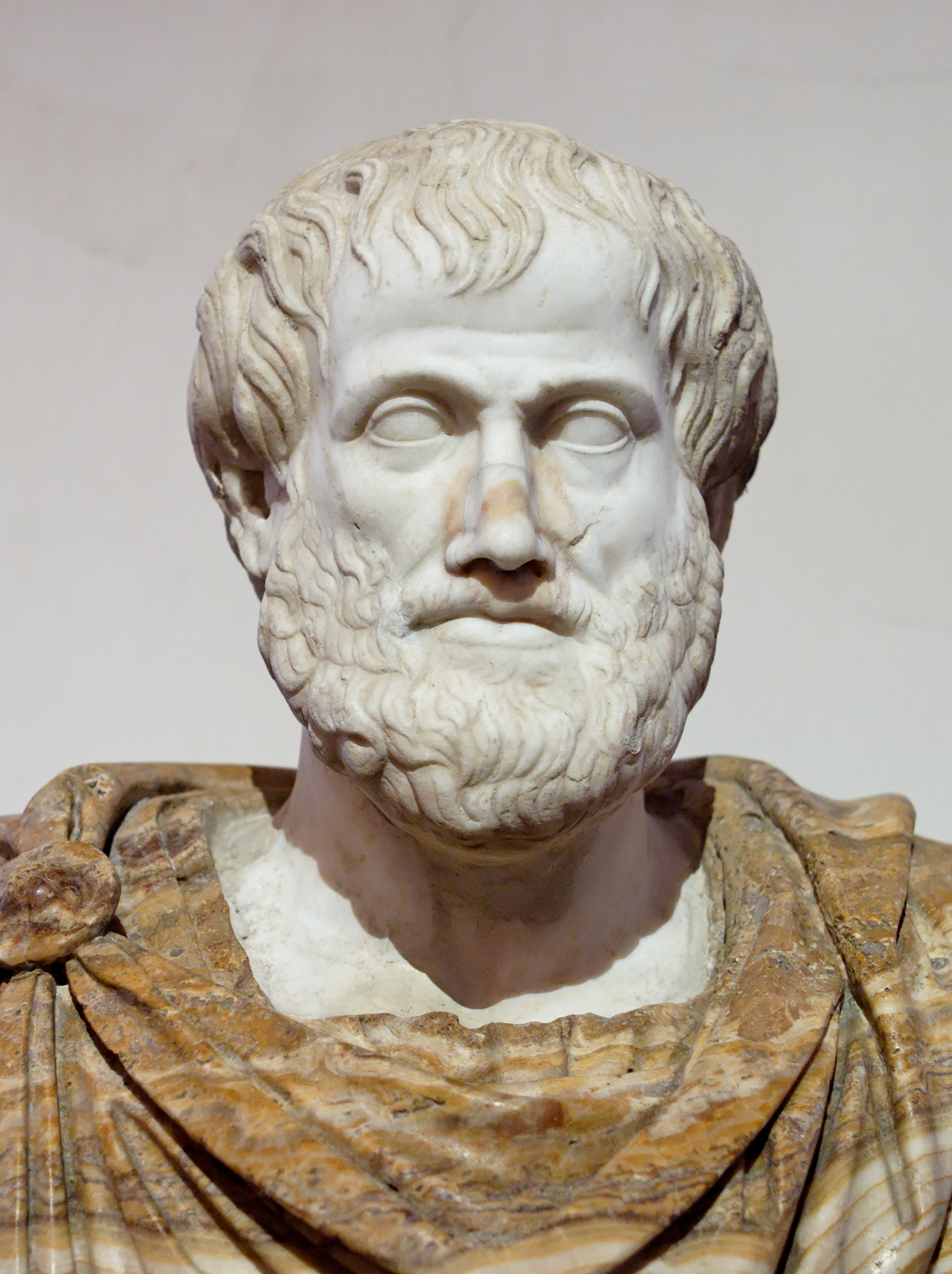
アリストテレス

人間の本性（にんげんのほんせい、英: human nature、人間本性、人間の自然本性、人間の本質とも）は、「すべての人間が生まれつき持つ性質」を意味する概念である。哲学の伝統的テーマの一つであり、例えばアリストテレスは「人間は自然本性上ポリス的動物である」「人間は生まれつき知ることを欲する」と主張した。現代では、社会生物学や進化心理学、発達心理学でも人間の本性にあたるものが研究されている。

## 概要
前近代における自然に関する科学的理解では、人間の本性は究極的でもっとも洗練されたものと考えられていた。それは人間性に対する神の関与や神聖さ、イデアが人間個人とは独立して存在することを含意していた。不変の人間性の存在は古くから議論の対象であり、現在でも継続中である。ダーウィンは、人間にも他の動物にも本性はあっても真に固定化されていないと主張し、これは現在の科学者から広く受け入れられている。
ダーウィン以前には、ルソーによって人間の順応性が主張された。19世紀中頃以降、人間の本性の存在はヘーゲル、マルクス、ニーチェ、サルトルのような思想家と社会構築主義者、ポストモダニストによって疑問を呈された。科学的な視点では、行動主義、決定論、精神医学、心理学は相反するモデルを持っている。彼らは人間性の起源とメカニズムを説明し、また固定化された本性という概念を揺るがす人間の可塑的で多様な能力を示している。

## 形而上学と倫理学
- 科学者と自然主義的哲学者の自然主義、唯物論、合理主義は人間が完全に自然現象の一つであると言う視点をとる。自然的なメカニズム、つまり進化によって現在の我々が存在する。人文主義者は人の行動に普遍的な善や悪の概念を定義しようと試みる。しかし他の自然主義者は善や悪の概念が、単に社会の期待に添う行動を取ったかどうかで貼られるレッテルではないかと疑問視する。
- ユダヤ教、キリスト教、イスラム教のようなアブラハム宗教は人間の本性が霊的な存在であり、唯一神によって作られ、現在も神との繋がりを持つと考える。善や悪は神の望みや教えに従っているかどうかで定義される。
- 多神教やアニミズムでは、一般的には人間は他の知性のある存在、例えば精霊や神、悪魔、幽霊といった神話上の存在と同列に扱われる。その場合、人間の悪は超自然的な影響であったりちょっとした気まぐれのような物と考えられる。
- 全体論、汎神論的世界観、および一部の多神教やアニミズムでは、人間の本性は神や神聖な宇宙の一部と考えられる。仏教やヒンドゥー教のようなインド宗教や他の東アジアの宗教の他、西洋思想ではストア派や新プラトン主義、スピノザの哲学はこれに含まれる。
- 占星術師は、人間の個性と将来直面する困難の多くは惑星の位置によって決定されている、あるいは影響を受けると考えている。彼らは他者の運命を「当て推量」するために多様な技術を用いる。

### 自由意思と決定論
自由意思と決定論の問題は、人間の本性に関する議論の中心を占めていた。自由意思は真に自由な選択をする人間の能力を指す。決定論は人間に対して用いられるときには、内外の圧力によって人間の選択が完全に決定されていることを示す。非両立主義は決定論と自由意思が両立せず、つまり両方がともに正しいことはあり得ないと考える。

### 自然主義とスピリチュアリズム
人間の本性についてもっともよく議論される別の面は人間の本性の実在性、特に肉体との関係である。これに対する視点は大きく3つに分ける事ができる。
- 自然主義の視点では、人間はいかなる意味でも霊的な性質を持っておらず、自然を超越した特別な目的を持って生まれたのではない。人間は完全に肉体的な（物質的な）存在であるとする唯物論と物理主義もこのなかに含まれる。しかし一部の自然主義者は心身について二元論をとる。自然主義では人間は計画されて生まれた存在ではない。それはランダムな変異と部分的には方向性のある自然選択の結果として生み出された。自然主義者は超自然的な死後の生命や生まれ変わりを信じない。自然主義が受け入れがたい視点としてしばしば非難されるが、著名な科学者、哲学者、思想家によって発展した。自然主義者はしばしば宗教的信念を根拠のない思想や呪術的思考、迷信と類似したものと考える。
- 観念論やイデア論は唯物論と対照的である。本質的にそれは現象と真実の区別であり、我々が周囲に見ている物は単に何か崇高な神性の反映であり、また人間（と恐らく動物）の精神や魂はその一部である。プラトンは人間性を、地下洞窟で生まれた時から鎖に繋がれた囚人に喩えた。彼は頭を動かすことができず、見ることができるのは洞窟の外の火によって壁の上に照らされた影だけである。プラトンにとって、魂は体を使う精神だった。それは非自然な結合状態にあり、肉体という刑務所からの解放を切望している。
- トマス・アクィナスの視点は唯物論と観念論の中間に位置する。アクィナスの視点は本質的にはキリスト教神学とアリストテレスの哲学の統合である。アリストテレスは人間が動物（物質）と理性（知性ある魂）の統合と言った。人間の魂は霊的で、不滅で、本質的で、固有的である。それは様々なかたちで肉体に依存しており、明確に区別する事ができるものの、肉体と精神は不可分である。

### 自然状態
自然状態とは社会的要因が加えられる前の人間の状態を指す概念で、人間性の「ナチュラルエッセンス」を記述する試みである。
- 性善説
  - ジョン・ロックによれば自然状態の人間には、自然法則に従いながら行動を命じる完全な自由がある。ロックはまた、人間はみな等しい価値を持つので、他者の許可を得ずともそれぞれが行動することができるというホッブズに同意した。財産権をまもるためにコミュニティに参加することを同意するとき、自然状態を失う。
  - ペラギウスによれば人は原罪によって穢されておらず、その代わりに完全に善か悪を選ぶことができる。
- 性悪説
  - ホッブズによれば自然状態の人間は本質的に、「全てに対する全ての闘争」である。そして人生は「汚くて、野蛮で、短い」。この状態はよい政府によって正されることができる。
  - キリスト教の原罪の概念によれば、人間はアダムの罪によって穢された本質的に堕落した存在で、イエス・キリストの正しさに対する信仰をとおして神の慈悲により救われるだけである。
  - バートランド・ラッセルによれば道徳的な罪あるいは罰は、捕食者であった我々の祖先から受け継いだ本能である。
- 生物学的決定論と環境決定論によれば、人間の行動は生物学的、環境的に決定されており、一部の人はしたがって、悪いとされる行動にも良いとされる行動にも、本当に個人の責任を問うことができないと主張する。

### 道徳性
人間の道徳性の起源と性質に関する視点
- 道徳的実在論または道徳的客観主義は道徳の規準が人間の視点から超越して存在すると考える。問題に対する人間の意見に関係なく、善悪は決定できる。客観的な道徳は人間の本性、神の命令、あるいはその両方から生じると見なされる。
- 道徳的相対主義は道徳の規準は社会構築物であり、その社会以外では意味を持たないと考える。
- 道徳絶対主義は特定の行為が善であり、または悪であり、文脈に依存しないと考える。
- 道徳的普遍主義は道徳相対主義と道徳絶対主義の妥協点であり、一般的に通用する中心的な道徳性があると考える。
- 無道徳主義は善や悪の概念が無意味であると考える。

### 人生の意義
- 自然主義者は人生に究極的な目的はないと考える。この見解の支持者はしばしば世俗的ヒューマニズムを支持する。
- 目的論は人間の存在に固有の目的があると考える。
- ニヒリズムはいかなる存在も客観的な意味、目的、価値を持たないと考える。

## 心理学と生物学
哲学と科学の長い議論の中心は、不変の人間性が存在するかどうかである。そして以下のような疑問が提示されている。
- 何が人間の本性を決定するか？あるいは何が人間の本性を制約し、影響を与えるか？
- 人間の本性はどの程度可塑的か？
- それはどの程度個人の間、社会の間で変動するか？

人間行動は多様であり、全く不変の人間行動を見つけることは難しい。人間性に関する小さな、しかし科学的には重要な証拠は行動科学者から提示されている。生物学者は行動の傾向に影響を与える遺伝子を捜している。遺伝子の発現は環境の影響を受けるために、100%同じ傾向を与える遺伝子は存在しないと考えられているが、強く遺伝的な傾向がある行動形質は人間の本性の一部であると考えられる。

### タブラ・ラサ
ジョン・ロックの経験主義の原理は人間の本性をまっさらな白紙状態と見なした。この視点では、人は生まれた時には空白の石版であるので規則を持たず、我々が感覚を通して経験するデータによって心の規則は形作られる。認知科学者はこの見解を支持していないが、特にE.O.ウィルソンの社会生物学と、進化心理学によって強く反対された。

### 普遍性の議論
全ての個人、全ての社会に類似した表情の文法がある。誰でも笑顔によって同じ事を伝えあう。また眼を使って意思を伝えあうのも共通である。魅力的な顔は左右対称性と配置の影響を受け、人種や文化に左右されず、良い環境や優良遺伝子に起因する発達の健全さや健康さの目安となっているようである。女性は女性的で神経質そうな顔よりも、雄々しく積極的であると評価される男性の顔を選ぶ通文化的な傾向があるようである。排卵期には女性はより魅力的であると評価される。新生児は他の形状よりも人間の顔をより好み、他の人の声や音よりも母親の声を良く好む強い傾向がある。ドナルド・E・ブラウンは著書『ヒューマン・ユニバーサルズ』で全ての人間の間に共通する基本的に不変な特徴を400確認した。

## 影響の大きな思想家の視点

### プラトン
プラトンはソクラテスから理性の概念と人の生涯を調べることを学び、その上に形而上学と、人類学的な考察を行った。彼にとって人間とは頭の中に知性のある魂を住まわせ、体は貪欲な獣であった。魂の義務は野獣の体を抑制し、不快な共存状態からの解放として死を歓迎することであった。プラトンの二元論は非常に影響力があった。それはキリスト教神学にも深い影響を与えた。

### アリストテレス
アリストテレスはプラトンのもっとも有名な教え子であり後世に多くの影響を与えた。
- 人間は生まれつき知ることを欲する。（『形而上学』）
- 人間は結婚する動物である。家庭を築き、一族や村を築き、父権の系統を存続させる。（『ニコマコス倫理学』）
- 人間は政治をする動物（ポリス的動物）である。複雑な共同体を開発する生得的な傾向を持つ。家庭的な側面とは対照的に、合理性、特に法と伝統を作ることによって繁栄する。（『政治学』）
- 人間は模倣（ミメーシス）する動物である。法を作り町を運営するだけでなく、想像力を働かせることも好む。

### ルソー
ルソーがフランス革命前に書いた著作は、人は本来孤独で、政治を学んだのだと述べて西洋革命に大きな影響を与えた。この重要な点は、人間の本性は固定されておらず、少なくとも以前の思想家が考えたほど大きく存在しているのではないと言うことである。人間は現在は政治的で、合理的で、言語を持っているが、当初はそれらを持っていなかった。ルソーは人間の本性を否定しなかったが、それは不合理で道徳意識とはかけ離れた本能的な情動としてのみであった。これは19，20世紀まで、特にカント、ヘーゲル、マルクスに大きな影響を残した。

### マルクス
マルクスは人間の本性を否定し社会化と経験に全く依存した空白の石版だと主張したと見なされることがある。マルクスが環境要因を非常に重要と見なしたことは事実であるが、理論の展開の間に、人間の本性に対する強い視点を持っていた。彼は資本主義の元で人が本性から引き離されると考えた。そして資本主義社会に続く、人間が個性と本性をより発揮できる社会を想定した。それは共産主義であった。

### オーストリア学派
オーストリア学派の経済学思想家は1870年代から1940年代にかけてマルクスの視点に大きく反対する独自の視点を発展させた。彼らは初期の哲学者や啓蒙思想家に頼ったものではあったが、発展の過程で人間の本性に対する特徴的な視点を提唱した。彼らはデカルトやカントのように不変の人間性が存在するが、本性のより完全な理解を通して進歩が可能だと考えた。彼らは限定合理性と限界効用の追求に関連した人間の本性を想定した。

### フロイト
経済学と同時期にオーストリアでは精神分析も立ち上がろうとしていた。創始者であるジークムント・フロイトは、マルクス主義者が「人の経済環境が知的、倫理的、芸術的態度に与える決定的な影響」に注視するのは正しいことだと考えていた。同時にマルクス主義者の階級闘争が現代まで続いているという視点は浅すぎるとも考えていた。階級闘争に続いて、フロイトによれば闘争は父と子の間で、一族のリーダーと反抗的な挑戦者との間で残っている。この精神に基づいてソビエト連邦を厳しく批判した。

### E.O.ウィルソン
E.O.ウィルソンは1979年の著書で次のように述べた。「人もまた自然選択の産物なのだという命題は、確かにあまり魅力的なものではないが、この見解を回避する道はなさそうである。そして、人間の置かれた状況を真剣に考察しようとする際に、この命題はつねにその出発点に置かれるべき必須の仮説と言える」。1998年には、人間の本性の解明のために全ての科学が協力するときだと主張した。文化的な現象や儀式は人間性の産物であってその一部ではない。例えば美術品は人間性ではないが、美術を扱う心は人間性の一部である。そして芸術心やヘビへの嫌悪やインセスト・タブーは科学的還元主義によって明らかにできると主張する。これまでそのような現象は心理学、社会学、人類学が扱ってきたが、ウィルソンはそれが自然科学も含めた学際的な研究の一部であり得ると提案した。

## 関連事項
- 人間性 - 人格 - 道徳
- 自然 - 本能
- 性癖
- ヒューマン・ネイチャー

## 関連書籍
- デイヴィッド・ヒューム 『人間本性論』邦訳はヒューム#著作を参考のこと
- ジークムント・フロイト 『錯覚の未来』フロイト#主な著作
- E.O.ウィルソン 『人間の本性について』岸由二訳 ちくま学芸文庫 ISBN 4480083359
- スティーブン・ピンカー 『人間の本性を考える 上/中/下』山下篤子訳 NHKブックス